# Shangluo
Shangluo (商洛 ; pinyin : Shāngluò) est une ville du sud-est de la province du Shaanxi en Chine. Elle se trouve sur les rives de la rivière Dan (丹江 ; pinyin : Dānjiāng), un affluent de la rivière Han. La population totale de la préfecture était en 2013 de 2 430 000 habitants.

## Subdivisions administratives
La ville-préfecture de Shangluo exerce sa juridiction sur sept subdivisions - un district et six xian :
- le district de Shangzhou - 商州区 ; Shāngzhōu Qū ;
- le xian de Luonan - 洛南县 Luònán Xiàn ;
- le xian de Danfeng - 丹凤县 Dānfèng Xiàn ;
- le xian de Shangnan - 商南县 Shāngnán Xiàn ;
- le xian de Shanyang - 山阳县 Shānyáng Xiàn ;
- le xian de Zhen'an - 镇安县 Zhèn'ān Xiàn ;
- le xian de Zhashui - 柞水县 Zhàshuǐ Xiàn.

## Galerie Photos

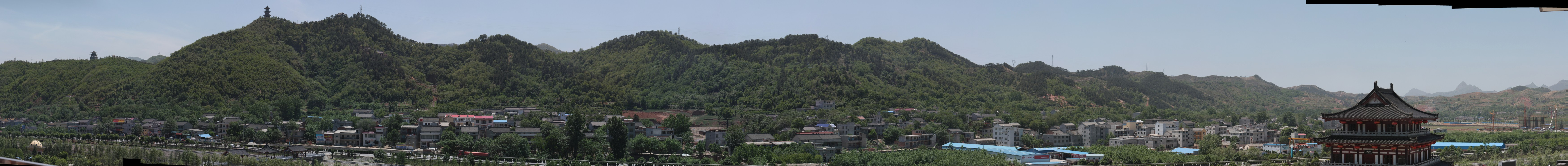
Paysage de montagnes au sud de la ville